# محاصره رودس (۱۴۸۰)
محاصره رودس نبردی بود که در ۱۴۸۰ به وقوع پیوست و در آن گروه کوچکی از شوالیه‌های هوسپیتالر، ارتش عثمانی را مجبور به عقب‌نشینی کردند.